# 미하일 바흐친
미하일 미하일로비치 바흐친(러시아어: Михаи́л Миха́йлович Бахти́н 미하일 미하일로비치 바흐틴[*], 1895년 11월 17일 ~ 1975년 3월 7일)은 러시아의 사상가, 문학 이론가이다. 문예이론, 윤리학, 언어철학 등 다양한 분야에 관한 글을 남겼다.

## 생애
1895년 11월 17일 러시아 모스크바 남부의 오룔 지방에서 태어났다. 상트페테르부르크 대학교에서 수학한 것으로 알려져 있으나 공식적인 기록이 남아있지 않다. 1919년 24세 때 〈예술과 책임〉이라는 짧은 글을 발표한 것을 시작으로 1920년대 활발한 저술과 논쟁에 참여하였다.
1929년 스탈린 집권 이후부터 점차 경직되기 시작한 소비에트 체제 하에서 많은 지식인, 예술가들이 탄압을 받았으며, 그도 1929년 첫 저작 《도스토옙스키 창작의 제 문제》의 발간 후에 시베리아 유형에 처해지게 되었으나, 건강을 이유로 카자흐스탄에서 6년간의 유형 생활을 하게 된다. 유형 이후에도 지방에 남아 교사 생활을 하면서 저술 활동을 지속하였다.
스탈린 사후 1960년경 일군의 후학들에 의하여 1929년 발간한 저서 《도스토옙스키 창작의 제 문제》가 발견되어 복권과 함께 대대적인 재평가 작업이 일어났으며, 포스트모던 사조의 영향과도 결부되어 세계적인 명성을 얻는다. 1975년 3월 7일 모스크바에서 병으로 사망하였다.

## 저서
- 예술과 책임(최건영 옮김| 뿔 펴냄 | 2011) К философии поступка // Философия и социология науки и техники. Ежегодник. 1984—1985. — М., 1986.
  - 행동철학
- 도스또예프스끼 창작론(김근식 역) Проблемы творчества Достоевского 1929; Киев, 1994.
  - Проблемы поэтики Достоевского. — М.,1963; 1974; 1979 (4-е изд.); Киев, 1994 (5-е изд.).
- 프로이트주의(김윤하 최건영 옮김| 뿔 펴냄 | 2011) «Марксизм и философия языка» ( 1929 , написана в 1928 ) / 볼로쉬노프 명의 출간
  - 새로운 프로이트
- 문예학의 형식적 방법(이득재 옮김| 문예출판사 펴냄 | 1992) Формальный метод в литературоведении (Критическое введение в социологическую поэтику).— Л.: Прибой, 1928, 232 c. Последние переиздания: Medvedev, P.N. 2007 [1928]. / 메드베제프 명의 출간
- 마르크스주의와 언어철학(송기한 역 | 한겨레 | 1988) Марксизм и философия языка. — Л.: «Прибой», 1929,1931 / 볼로쉬노프 명의 출간
  - 언어와 이데올로기
- 프랑수아 라블레의 작품과 중세 및 르네상스의 민중문화(이덕형 옮김| 아카넷 펴냄 | 2001), Творчество Франсуа Рабле и народная культура средневековья и Ренессанса. — М., 1965; 1990.
- 장편소설과 민중언어(전승희 외 옮김| 창작과비평사 펴냄 | 1998), Вопросы литературы и эстетики. — М., 1975.
- Эстетика словесного творчества. — М., 1979.
- Литературно-критические статьи. — М., 1986.
- Тетралогия. — М., 1998.
- 말의 미학(김희숙 박종소 공역 옮김| 길(박우정) 펴냄 | 2006) / 여러 저작들에서 발췌

## 같이 보기
- 레프 비고츠키